# Johnny Boyd
Johnny Boyd (n. 19 august 1926 - d. 27 octombrie 2003) a fost un pilot american care a evoluat în Campionatul Mondial de Formula 1 între anii 1955 și 1960.
1. ↑  Johnny Boyd, Find a Grave, accesat în 9 octombrie 2017
2. ↑  Find a Grave, accesat în 9 ianuarie 2024
3. ↑  Find a Grave, accesat în 15 septembrie 2023